# Чёбаковский сельский округ
Чёбаковский сельский округ — административно-территориальная единица в Тутаевском районе Ярославской области России. Образован, как и остальные округа, после областной административно-территориальной реформы в 2002 году. Административный центр округа — посёлок Никульское (до 2009 года — деревня).
В административных границах Чёбаковского сельского округа образовано 1 января 2005 года муниципальное образование сельское поселение Чёбаковское, в соответствии с законом Ярославской области № 65-з от 21 декабря 2004 года «О наименованиях, границах и статусе муниципальных образований Ярославской области».

## Населённые пункты
На территории сельского округа находятся 43 населённых пункта.
| №  | Населённый пункт     | Тип населённого пункта          | Население |
| -- | -------------------- | ------------------------------- | --------- |
| 1  | Акулиха              | деревня                         | →0        |
| 2  | Алексейцево          | деревня                         | ↗15       |
| 3  | Афанасово            | деревня                         | →3        |
| 4  | Белешино             | деревня                         | →0        |
| 5  | Богатырево           | деревня                         | ↗1        |
| 6  | Большое Масленниково | деревня                         | ↗9        |
| 7  | Волково              | деревня                         | ↗4        |
| 8  | Галкино              | деревня                         | ↘2        |
| 9  | Горинское            | деревня                         | ↗17       |
| 10 | Данилково            | деревня                         | →0        |
| 11 | Залужье              | деревня                         | ↗5        |
| 12 | Иванищево            | деревня                         | →0        |
| 13 | Исаево               | деревня                         | ↗1        |
| 14 | Кирилловское         | деревня                         | ↗26       |
| 15 | Кобылино             | деревня                         | →0        |
| 16 | Константиново        | деревня                         | ↘4        |
| 17 | Крапивино            | деревня                         | →0        |
| 18 | Кривандино           | деревня                         | ↗5        |
| 19 | Крюково              | деревня                         | →0        |
| 20 | Куприяново           | деревня                         | ↗2        |
| 21 | Малое Масленниково   | деревня                         | ↗4        |
| 22 | Медведево            | деревня                         | ↗22       |
| 23 | Михайловское         | деревня                         | ↗8        |
| 24 | Михалево             | деревня                         | ↗2        |
| 25 | Мокроусово           | деревня                         | ↗3        |
| 26 | Николо-Заболотье     | деревня                         | ↘4        |
| 27 | Никоново             | деревня                         | ↗2        |
| 28 | Никульское           | посёлок, административный центр | ↘656      |
| 29 | Омелино              | деревня                         | ↘0        |
| 30 | Петрушино            | деревня                         | ↗5        |
| 31 | Подольское           | деревня                         | →2        |
| 32 | Прибрежная           | деревня                         | →0        |
| 33 | Сальково             | деревня                         | ↗1        |
| 34 | Саматово             | деревня                         | ↗12       |
| 35 | Слонятино            | деревня                         | →0        |
| 36 | Снегиревка           | деревня                         | ↗2        |
| 37 | Судилово             | деревня                         | ↗41       |
| 38 | Сумаково             | деревня                         | ↗11       |
| 39 | Тамарово             | деревня                         | ↘9        |
| 40 | Трубино              | деревня                         | ↗3        |
| 41 | Филимоново           | деревня                         | →0        |
| 42 | Чебаково             | деревня                         | 20        |
| 43 | Чёбаково             | посёлок                         | ↘442      |